# Szász-Fejér János
Szász-Fejér János (Kézdimárkosfalva, 1941. április 10. - Budapest, 2011. június 29.) erdélyi magyar biológia-földrajz szakos tanár, természettudományi szakíró, felesége Szász-Fejér Gyöngyi.

## Életútja, munkássága
Középiskoláit a kézdivásárhelyi líceumban végezte (1959), 1964-ben szerzett biológia–földrajz szakos tanári diplomát a BBTE-n. 1971-ig az illyefalvi általános iskolában, majd a sepsiszentgyörgyi 2. sz. Ipari Líceumban (a mai Mikes Kelemen Gimnáziumban) tanított.
Biológiai tárgyú ismeretterjesztő cikkei 1979-től jelentek meg a Megyei Tükörben és A Hétben. Foglalkozik fotózással, elsősorban természetfotózással; társszerzője volt több, 1998–99-ben készült ismeretterjesztő videofilmnek (Zárvatermők; Magnóliák a megyénkben; A pünkösdi rózsa; Húsevő növények a Mohosban). Szerzője a Németh János szerkesztette Pro natura c. kötet (Bukarest, 1994) természetfotózással kapcsolatos fejezeteinek. Számos természetfotózással kapcsolatos előadást tartott szimpoziokon, tudományos értekezleteken.
Bevezető tanulmányával jelent meg Lamarck: A természet fejlődése (Szász-Fejér Gyöngyi ford., Bukarest, 1986. Téka sorozat); társszerzője a Természetfényképezés. Természetvédelmi és környezeti útmutató c. kötetnek (Bukarest, 1994).
Budapesten hunyt el, hamvait 2011. július 19-én a sepsiszentgyörgyi Vártemplom temetőjében helyezték örök nyugalomra református szertartás szerint.

## Társasági tagság
- A Romániai Biológiai Tudományos Társaság Kovászna megyei elnökeként működött;
- A Kolozsvári Bolyai Társaság Kovászna megyei képviselője volt.